# بابی سینگر
رابرت استیون «بابی» سینگر (به انگلیسی: Bobby Singer) یک شخصیت داستانی در مجموعه تلویزیونی درام و ترسناک سوپرنچرال در تلویزیون سی‌دابلیو است. طراحی و توسعه داده شده توسط خالق مجموعه اریک کریپک، و با بازی جیم بیور انجام شده‌است.

## داستان
رابرت استیون «بابی» سینگر شکارچی، و دوست نزدیک جان وینچستر، پدر سم و دین بود. بابی، در زمان کودکی‌اش، با سوءاستفاده پدرش بزرگ شده بود و به همین دلیل در نوجوانی، برای حفاظت از مادر خود، با ضرب گلوله پدرش را کشت و پس از آن، در حیاط خانه‌اش دفن کرد. بابی پس از کشتن همسرش، کارن سینگر، که به‌وسیله یک شیطان تسخیر شده بود، شروع به شکار کرد. روفوس تورنر، شکارچی‌ایی که کمک کرد تا شیطان از درون همسر بابی خارج شود، کسی بود که بابی را وارد شکار موجودات فراطبیعی کرد؛ و آن‌ها با هم برای سال‌های بسیاری به شکار می‌رفتند تااینکه در یک شکار در اوهاما و در سال ۱۹۹۳ به اشتباه رفتند. آن‌ها پس از این اتفاق از هم جدا می‌شوند ولی در ادامه باهم در تماس بودند و هم‌چنین از سال ۲۰۰۸ تا مرگ روفوس در سال ۲۰۱۱ با آشتی کرده بودند.
بابی خانواده وینچستر را حداقل از سال ۱۹۹۱ می‌شناخت و حتی در سالروز هشت سالگی سم، یک طلسم به‌عنوان هدیه کریسمس به جان داد که او در نهایت در ادامه به پسر بزرگش، دین داد. او هم‌چنین سم و دین را برای شکار آهو به جنگل می‌برد. پس از مرگ جان وینچستر، روابط بابی با سم و دین نزدیک‌تر شد و در طی داستان، همراه سم و دین بود.